# Леон Флах
Леон Флах (англ. Leon Flach, нім. Leon Flach, нар. 28 листопада 2001, Амбел) — американський та німецький футболіст, півзахисник польського клубу «Ягеллонія». Виступав також за низку німецьких і американських клубів.

## Клубна кар'єра
Леон Флах народився 2001 року в американському місті Амбел в німецькій сім'ї, пізніше з родиною повернувся до Німеччини, де розпочав займатися футболом. Спочатку Флах займався в юнацькій команді клубу «Зерецер», пізніше грав у юнацьких командах клубів «Любек» та «Санкт-Паулі». У 2020 році розпочав грати в другій команді клубу «Санкт-Паулі», і ще в цьому ж році дебютував за першу команду клубу, в якій грав до 2021 року.
У 2021 році футболіст перейшов до клубу MLS «Філадельфія Юніон», у складі якого грав до кінця 2024 року, та був одним із основних гравців середньої лінії команди. З початку 2025 року Флах грає у складі польського клубу "Ягеллонія"і.

## Виступи за збірні
У 2019 році Леон Флах дебютував у складі юнацької збірної Німеччини, загалом на юнацькому рівні взяв участь у 2 іграх. Пізніше Флах вирішив змінити футбольне громадянство, і в 2020 році зіграв 2 матчі у складі молодіжної збірної США.

## Титули і досягнення
- Володар Суперкубка Польщі (1):

«Ягеллонія»: 2024